# Xavier Zubiri
Xabier Zubiri Apalategi né à Saint-Sébastien, Pays basque, le 4 décembre 1898 et mort à Madrid le 21 septembre 1983, connu sous le nom de Xavier Zubiri, est un philosophe espagnol.
Il est connu pour son analyse de la réalité en termes d'inter-relations entre la philosophie, la science et la religion.

## Biographie
Xavier Zubiri entre au séminaire de Madrid en 1917. Il poursuivra ses études de théologie à Rome, il étudie également la philosophie avec Juan Zaragüeta et, en 1919, avec José Ortega y Gasset qui dirigera sa thèse à l'Université centrale de Madrid. Durant son passage à l'Université catholique de Louvain, il étudie la physique et la biologie. Il est ordonné prêtre en 1921 et, cinq ans plus tard, il obtient la chaire d'histoire de la philosophie de la faculté de philosophie et de lettres de l'université de Madrid,.
En 1929, sur autorisation de son université, il se rend à Université de Fribourg-en-Brisgau pour étudier la phénoménologie avec Husserl et Heidegger. L'année suivante, il se trouve à Berlin où il rencontre Albert Einstein.
En 1935, il se rend à Rome, se sécularise  et se marie un an plus tard avec Carmen Castro Madinaveitia, fille de l'historien espagnol Américo Castro.
Pendant la guerre civile espagnole, le couple s’installe à Paris où Zubiri travaille la physique avec Louis de Broglie et la philologie avec Émile Benveniste.
Après la guerre, il retourne en Espagne et accepte la chaire de philosophie à Université de Barcelone. Peu de temps après, il demande un congé, mécontent du manque de liberté de pensée.
Les  conférences et cours indépendants qu’il donne par la suite, sont publiés pour nombre d’entre eux à titre posthume.

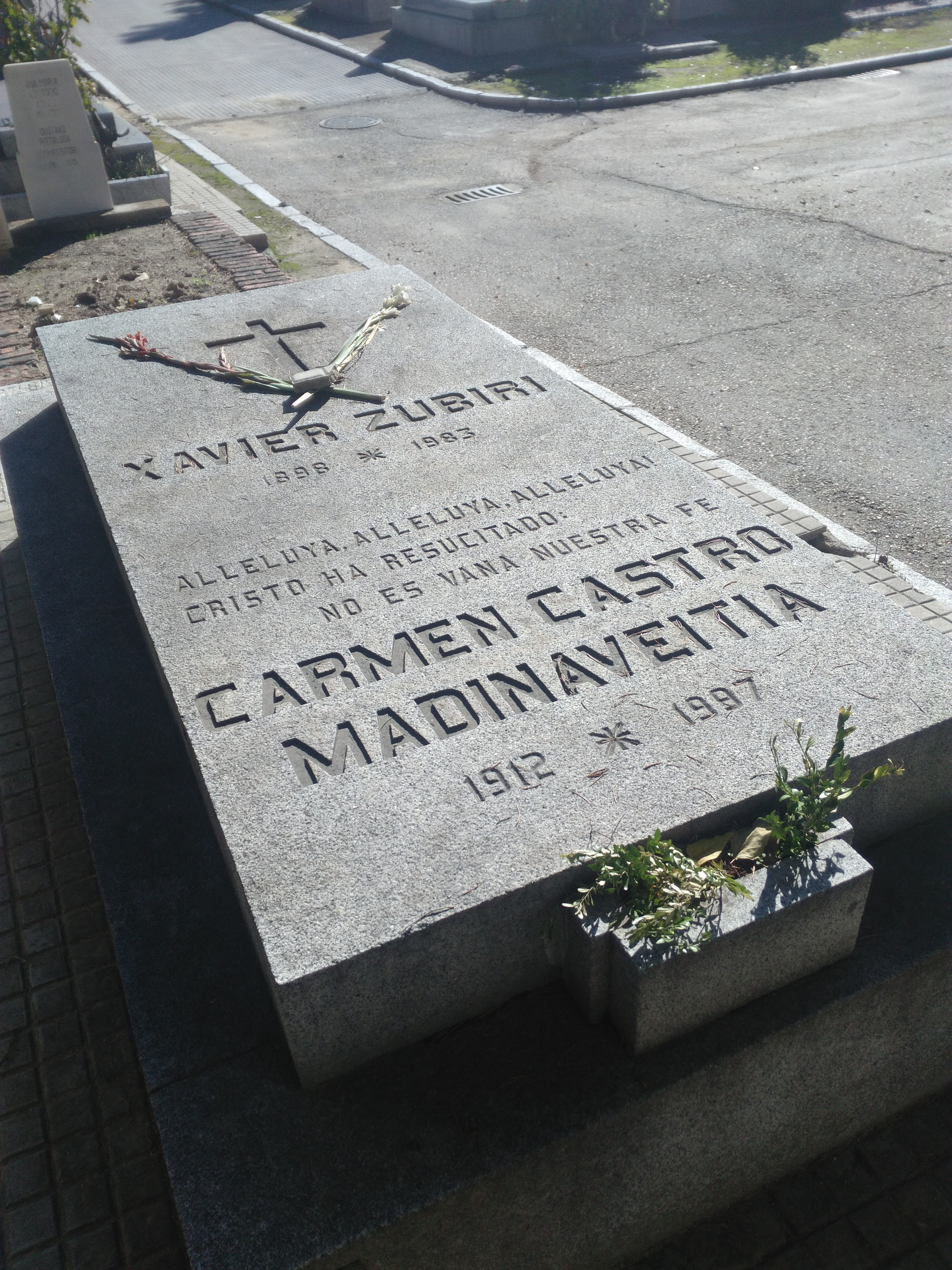
Sa tombe à Madrid.

## Philosophie
Influencé par la philosophie catholique romaine et la science positive, il a créé une « théorie de la relation » adressant l'appréhension  ou l'intelligence de la réalité, selon laquelle la relation d’un individu à Dieu, et son sens de soi, sont fondés sur l’accomplissement de tâches obligatoires dès son entrée dans le monde. Son influence a été  telle qu’il est décrit comme le  père de la philosophie espagnole de la période de 1940 à 1980.

## Œuvres traduites en français
- Cinq leçons de philosophie : Aristote - Kant : Comte : Bergson : Husserl, L'Harmattan, 1er novembre 2003, 282 p. (ISBN 978-2-296-33863-0, présentation en ligne)
- Traité de l'essence : une approche systémique du problème (trad. de l'espagnol), Paris, L'Harmattan, 2008, 378 p. (ISBN 978-2-296-06545-1, présentation en ligne)
- Traité de la réalité : 1966 (trad. de l'espagnol), Paris, L'Harmattan, 2010, 264 p. (ISBN 978-2-296-13324-2, présentation en ligne)
- L'intelligence sentante : Intelligence et Réalité, L'Harmattan, 1er mai 2005, 238 p. (ISBN 978-2-296-39854-2, présentation en ligne)
- L’Homme et Dieu, L'Harmattan, 1er mai 2005, 368 p. (ISBN 978-2-296-39857-3, présentation en ligne)
- Intelligence et logos, Volume 2 (trad. de l'espagnol), Paris, L'Harmattan, coll. « L'ouverture philosophique », 2007, 349 p. (ISBN 978-2-296-02771-8, présentation en ligne)
- Structure dynamique de la réalité, L'Harmattan, 2008, 266 p. (ISBN 978-2-296-19655-1, présentation en ligne)
- L'homme et la vérité, L'Harmattan, 2003, 178 p. (ISBN 978-2-7475-4891-5, présentation en ligne).